# Pciolîne, Bilohirsk
Pciolîne (în ucraineană Пчолине) este un sat în comuna Zelenohirske din raionul Bilohirsk, Republica Autonomă Crimeea, Ucraina.

## Demografie
Componența lingvistică a localității Pciolîne
     Rusă (78,57%)
     Ucraineană (14,29%)
     Belarusă (7,14%)
Conform recensământului din 2001, majoritatea populației localității Pciolîne era vorbitoare de rusă (78,57%), existând în minoritate și vorbitori de ucraineană (14,29%) și belarusă (7,14%).